# Ян Ваутерс
Ян Ваутерс (нід. Jan Wouters, нар. 17 липня 1960, Утрехт) — нідерландський футболіст, півзахисник. По завершенні ігрової кар'єри — футбольний тренер. З 2015 року входить до тренерського штабу «Феєнорда».
Як гравець насамперед відомий виступами за клуби «Утрехт» та «Аякс», а також національну збірну Нідерландів.
Чемпіон Німеччини. Володар Кубка Кубків УЄФА. Володар Кубка УЄФА. У складі збірної — чемпіон Європи.

## Клубна кар'єра
У дорослому футболі дебютував 1980 року виступами за команду клубу «Утрехт», в якій провів шість сезонів, взявши участь у 168 матчах чемпіонату. Більшість часу, проведеного у складі «Утрехта», був основним гравцем команди.
Своєю грою за цю команду привернув увагу представників тренерського штабу клубу «Аякс», до складу якого приєднався 1986 року. Відіграв за команду з Амстердама наступні шість сезонів своєї ігрової кар'єри. Граючи у складі «Аякса» також здебільшого виходив на поле в основному складі команди, здобув у її складі низку національних та європейських трофеїв.
Протягом 1992—1994 років захищав кольори команди клубу «Баварія». За цей час виборов титул чемпіона Німеччини.
Завершив професійну ігрову кар'єру у клубі ПСВ, за команду якого виступав протягом 1994—1996 років.

## Виступи за збірну
1981 року дебютував в офіційних матчах у складі національної збірної Нідерландів. Протягом кар'єри у національній команді, яка тривала 14 років, провів у формі головної команди країни 70 матчів, забивши 4 голи.
У складі збірної був учасником чемпіонату Європи 1988 року у ФРН, здобувши того року титул континентального чемпіона, чемпіонату світу 1990 року в Італії, чемпіонату Європи 1992 року у Швеції.

## Кар'єра тренера
Розпочав тренерську кар'єру, ще продовжуючи грати на полі, 1995 року, увійшовши до тренерського штабу клубу «Утрехт».
Надалі очолював команди клубів «Аякс» та ПСВ, а також входив до тренерських штабів клубів «Аякс», «Рейнджерс» та ПСВ.
2011 року очолив тренерський штаб команди «Утрехт», з якою пропрацював до 2014.
У 2015 році деякий час виконував обов'язки головного тренера турецького клубу «Касимпаша», після чого прийняв пропозицію увійти до очолюваного молодим тренером Джованні ван Бронкгорстом штабу «Феєнорда».

## Титули і досягнення

### Командні
Гравець
- Чемпіон Європи (1):

 Нідерланди:1988
- Чемпіон Нідерландів (1):

«Аякс»: 1989-90
- Володар Кубка Нідерландів (3):

«Утрехт»: 1984-85
«Аякс»: 1986-87
ПСВ: 1995-96
- Володар Кубка Кубків УЄФА (1):

«Аякс»: 1986-87
- Володар Кубка УЄФА (1):

«Аякс»: 1991-92
- Чемпіон Німеччини (1):

«Баварія»: 1993-94
Тренер
- Володар Кубка Нідерландів (1):

«Аякс»: 1998-99
- Чемпіон Шотландії (2):

«Рейнджерс»: 2002-03, 2004-05
- Володар Кубка Шотландії (2):

«Рейнджерс»: 2001-02, 2002-03
- Володар Кубка шотландської ліги (3):

«Рейнджерс»: 2001-02, 2002-03, 2004-05

### Особисті
- Футболіст року у Нідерландах: 1990